# 沙桌

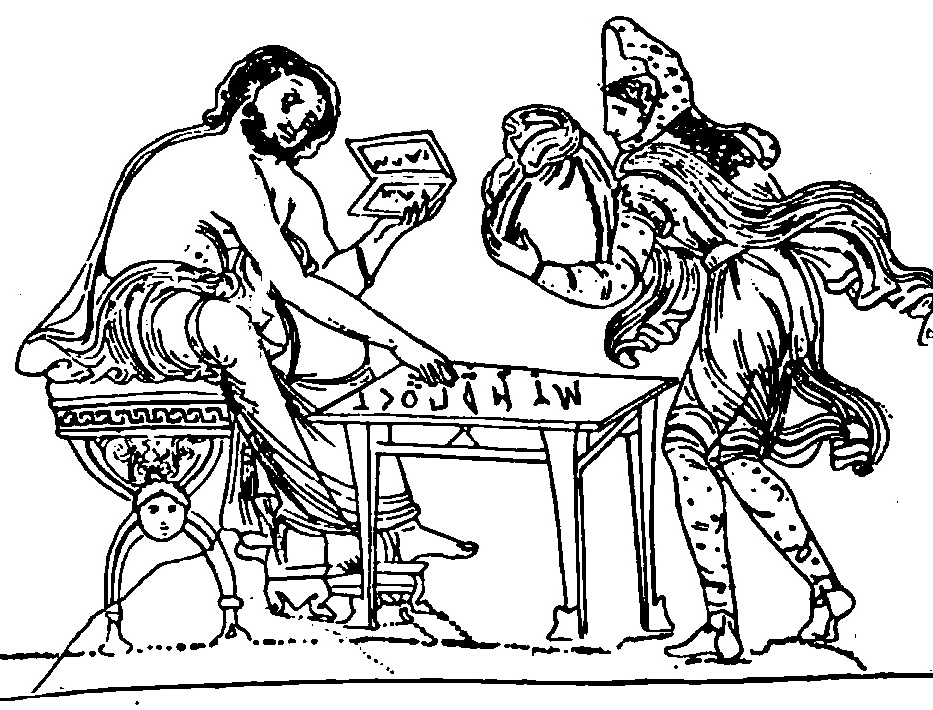
大流士花瓶上的沙盤

沙盤又稱沙桌，是一種用一定的比例製作的地形模型，並在當中放置代表軍隊與武器布置的模型或圖案。沙盤主要用來做軍事作戰兵棋演練、模擬與指揮。